# Аджэн
Аджэн (кор. 아쟁, 牙箏, ajaeng, ajaeng) — корейский струнный инструмент. Это широкая цитра со струнами, сделанными из кручёного шёлка, на которой играют тонкой палкой, сделанной из форсайтии, ею водят поперёк струн, как смычком. Первоначально, инструмент, использованный в придворной музыке, имел семь струн и назывался чонгак аджэн, в то время как аджэн, используемый для исполнения санджо и синави, имел восемь струн и назывался санджо аджэн. Некоторые экземпляры могли иметь и девять струн.
На аджэне, как правило, играют, сидя на полу. Он имеет глубокий тон, подобный виолончели, но более скрипучий. Некоторые современные исполнители предпочитают использовать смычок с конским волосом, а не палку, полагая, что в этом случае звук получается более мягким. Аджэн использовался в придворной, аристократической, народной музыке, а также в современной классической музыке и в музыке для кинофильмов.
Аджэн происходит от китайского ячжэна (кит. трад. 軋箏, упр. 轧筝).